# Poul Antonsen
Poul Antonsen (7. februar 1931 – 19. december 2007) var en dansk erhvervsmand, politiker og medlem af Folketinget. Han er far til folketingsmedlem Charlotte Antonsen.

## Erhvervskarriere
Han blev cand.polit. i 1958, hvorefter han var ansat i Finansministeriet i tre år. Herefter kom han til Industrirådet. I 1970 blev han direktør for De Danske Provinsbankers Forening og i 1972 direktør i Bryggeriforeningen.

## Politikere
Han var formand for Venstres Studenter 1956-57, redaktør for Liberal Debat 1960-65 og blandt de personer fra denne kreds, der brød med Venstre og stiftede Liberalt Centrum. Han var medlem af Folketinget for Liberalt Centrum 1966-68, men arbejdede for en opløsning af partiet, efter at det i 1968 ikke kom over spærregrænsen. Han vendte tilbage til Venstre og var medlem af hovedbestyrelsen 1973-87.

## Deltagelse i Firmaet
Tidligere rektor for Holstebro Gymnasium, Ole Balslev, stod frem i Jyllands-Posten i 2013 og fortalte om sit medlemskab af Arne Sejrs efterretningstjeneste, Firmaets, Analysegruppe i perioden 1956 til 1960. Analysegruppen havde i alt seks medlemmer, og arbejdet bestod hovedsagelig i at gennemlæse Land og Folk, vurdere artiklernes karakter og sammenholde indholdet med data fra aflytningen af DKP-politikeren Alfred Jensen.
Balslev blev rekrutteret til Firmaet, da han som filologistuderende boede på Nordisk Kollegium i København. Balslev var medlem af Hjemmeværnets Akademisk Skytteforening, og da han en dag dukkede op i uniform, blev det bemærket af medbeboeren Poul Antonsen. Antonsen inviterede Balslev til et møde, og Balslev mødte derfor første gang Arne Sejr i dennes lejlighed på Serridslevvej på Østerbro i efteråret 1956. Balslev bekræfter, at finansieringen af Firmaet i hvert fald kom fra Det Konservative Folkeparti og måske fra Venstre (Antonsens parti) og Socialdemokratiet.